# Nyagitanga
Nyagitanga är ett periodiskt vattendrag i Burundi.   Det ligger i provinsen Makamba, i den södra delen av landet, 110 km sydost om huvudstaden Bujumbura.
Omgivningarna runt Nyagitanga är en mosaik av jordbruksmark och naturlig växtlighet. Runt Nyagitanga är det ganska tätbefolkat, med 93 invånare per kvadratkilometer.